# Emmanuel Maria Heufelder

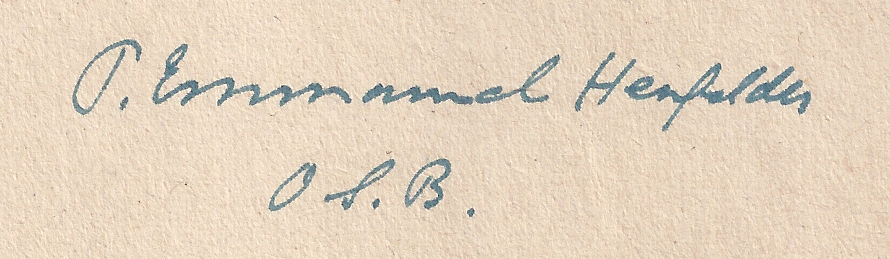
Emmanuel Heufelder. Signatur 1948

Emmanuel Maria Heufelder OSB (* 30. März 1898 in Bad Tölz als Josef Heufelder; † 8. September 1982 in Niederalteich) war Abt des Klosters Niederaltaich.

## Leben
Josef Heufelder trat 1919 in die Benediktinerabtei Schäftlarn ein, wo er den Ordensnamen Emmanuel Maria annahm.
Nach seiner Ernennung zum Prior des Klosters Niederaltaich 1934, wurde Heufelder 1949 zum Abt gewählt, nachdem das Kloster wieder eine selbstständige Abtei geworden war. Sein Motto lautete: In Christo unum – Eins in Christus. Während seiner Amtszeit wurde die nach dem Ersten Weltkrieg wiederbesiedelte Abtei neu konsolidiert und zu einem Ort der ökumenischen Begegnung ausgebaut, wo ein Teil der Mönche die Liturgie im byzantinischen Ritus zelebriert. 1968 nahm der Abtpräses der Bayerischen Benediktinerkongregation das Rücktrittsgesuch Heufelders an, welches er gemäß den Satzungen der Kongregation zum 70. Geburtstag einreichen musste.

## Auszeichnungen
- 1968: Großes Bundesverdienstkreuz
- 14. Mai 1965: Bayerischer Verdienstorden
- 1977 Ehrendoktorwürde in Theologie an der Universität Regensburg
- Ehrenbürger der Gemeinde Niederalteich
- Die Abtei Niederaltaich verleiht zu seinem Gedenken seit 1992 den Abt-Emmanuel-Heufelder-Preis für Verdienste um die katholisch-orthodoxe Ökumene.

## Veröffentlichungen (Auswahl)
- Weite des Herzens – Meditationen über den Geist der Benediktusregel. Pustet Verlag, Regensburg 1931.
- Der heilige Benedikt von Nursia. Meitingen 1934.